# Лион (окръг, Флорида)
Окръг Лион (на английски: Leon County) е окръг в щата Флорида, Съединени американски щати. Площта му е 1818 km², а населението - 264 063 души. Административен център е град Талахаси.